# Flavia Pennetta
Flavia Pennetta (ur. 25 lutego 1982 w Brindisi) – włoska tenisistka, mistrzyni US Open 2015 w grze pojedynczej oraz Australian Open 2011 i Mistrzostw WTA 2010 w grze podwójnej, klasyfikowana w rankingu WTA na 6. miejscu w grze pojedynczej (2015) i na 1. miejscu w grze podwójnej (2011), czterokrotna zdobywczyni Pucharu Federacji wraz z drużyną Włoch (2006, 2009, 2010, 2013), reprezentantka Włoch na letnich igrzyskach olimpijskich i w Pucharze Hopmana, ogłoszona przez prezydenta Włoch Kawalerem Orderu Zasługi Republiki Włoskiej (2007).

## Kariera tenisowa
Tenisowe treningi rozpoczęła w wieku pięciu lat. W roku 1997 po raz pierwszy wystąpiła w imprezie przeznaczonej dla juniorów. Miało to miejsce we Florencji. Pennetta doszła tam do drugiej rundy. Po paśmie porażek w listopadzie 1998 doszła do półfinału ważnego turnieju Eddie Herr, organizowanego w Stanach Zjednoczonych przy udziale Akademii Nicka Bollettieriego. Przegrała w trzech setach z Virginie Razzano. Dwa miesiące później udała się do Melbourne, by po raz pierwszy stanąć do rywalizacji na Wielkim Szlemie – bez powodzenia. W całej karierze juniorskiej nie zdobyła ani jednego indywidualnego trofeum.
Zwycięstwa odnotowała w juniorskiej grze podwójnej. Dwukrotnie zwyciężając w 1999 roku. Partnerowała przede wszystkim Robercie Vinci. Najpierw zdobyły puchar Italian Junior Open, potem zostały mistrzyniami Roland Garros.
W dniu osiemnastych urodzin, 25 lutego 2000 została zawodową tenisistką. Już w 1998 startowała w pierwszych profesjonalnych kwalifikacjach, miało to miejsce w Palermo. Przez kilka sezonów bezskutecznie próbowała dostać się do głównej drabinki turnieju WTA. Udało się jej to dopiero w roku 2002 w Memphis. Przegrała 4:6, 2:6 z Shinobu Asagoe. Wystąpiła też w Palermo i Sopocie. Właśnie w Polsce po raz pierwszy w zawodowym spotkaniu turnieju głównego zeszła z kortu zwycięsko. Wyeliminowała Białorusinkę Taccianę Puczak 7:5, 6:3, ale następnego dnia okazała się słabsza od Wiery Zwonariowej. Rezultaty w rozgrywkach ITF pozwoliły jej znaleźć się w gronie stu najlepszych tenisistek świata.
W styczniu 2003 w Canberze poprawiła swoje najlepsze osiągnięcie w karierze, dochodząc do ćwierćfinału. Została pokonana przez Francescę Schiavone. Miesiąc później znalazła się wśród półfinalistek zawodów w Hajdarabadzie. Wygrała tam między innymi z Mary Pierce. Wystąpiła we wszystkich czterech turniejach wielkoszlemowych.
Do światowej czołówki dostała się w sezonie 2004, występując w trzech finałach turniejów WTA. W Acapulco przegrała z Ivetą Benešovą, a w Palermo z Anabel Mediną Garrigues. Jednak w sierpniu w Sopocie to Pennetta odniosła zwycięstwo. W półfinale wygrała z Martą Domachowską, a w finale Klárę Koukalovą i po raz pierwszy została mistrzynią w gronie profesjonalnych tenisistek. Sezon zakończyła na czterdziestym miejscu listy WTA.
Kolejne zwycięstwa zanotowała również w następnym roku: w lutym 2005 w Bogocie zdobywając kolejny tytuł (finał z Lourdes Domínguez Lino). Wygrała także w Acapulco, wciąż jednak nie potrafiła wygrać z zawodniczkami z czołówki światowej. W czwartej rundzie Wimbledonu została wyeliminowała ją Mary Pierce. W sierpniu znalazła się w ćwierćfinale turnieju w Toronto, gdzie do meczu z nią nie przystąpiła Serena Williams. W międzyczasie Flavia wygrała turniej deblowy w Los Angeles, a kilka tygodni później osiągnęła wicemistrzostwo wielkoszlemowe na Flushing Meadows (także w deblu).
Na otwarcie roku 2006 dotarła do finału w Gold Coast. Pokonała Martinę Hingis i Tatianę Golovin, przegrywając w finale z Czeszką Lucie Šafářovą. Zarówno w Bogocie, jak i Acapulco była w finałach, obydwa przegrała. Najpierw nie sprostała Dominguez Lino, potem Annie-Lenie Grönefeld. Sezon zakończyła przedwcześnie we wrześniu finałem Pucharu Federacji. Przegrała singlowy pojedynek z Justine Henin-Hardenne, jednak to jej drużyna okazała się lepsza. Wspomniana Belgijka odniosła bowiem kontuzję w rozstrzygającym meczu deblowym i razem z Kim Clijsters zeszły z kortu. Przyczyną absencji tenisistki była kontuzja lewego nadgarstka.
W 2007 roku Pennetta pogorszyła swoją pozycję w rankingu. Opuściła czołową dwudziestkę rankingu WTA, plasując się w okolicach czwartej dziesiątki. Powróciła nawet do rozgrywek ITF. W październiku uzupełniła swoją kolekcję tytułów WTA o trofeum z Bangkoku, gdzie ograła Szachar Pe’er i Venus Williams.
Podczas turnieju WTA w Zurychu udało jej się pokonać (w drugiej rundzie) Jelenę Janković 5:7, 6:3, 6:3. Pennetta po wygraniu dwóch kolejnych spotkań awansowała do finału tego turnieju, w którym przegrała z Venus Williams 6:7(1), 2:6.

### 2009
26 maja 2009 roku w turnieju French Open przegrała w pierwszej rundzie z nierozstawioną Alexą Glatch 1:6, 1:6.
19 lipca 2009 wygrała turniej zaliczany do International turniej Internazionali Femminili di Tennis di Palermo. Pennetta była w nim rozstawiona z numerem 1. Podczas zawodów nie oddała ani jednego seta, w finale pokonując Sarę Errani 6:1, 6:2. 9 sierpnia 2009 zwyciężyła w turnieju LA Women’s Tennis Championships (zaliczanym do Premier), w finale wygrywając z Samanthą Stosur 6:4, 6:3.
17 sierpnia 2009 roku jako pierwsza Włoszka w historii awansowała do pierwszej dziesiątki rankingu WTA Tour.
Między innymi dzięki zwycięstwu w LA Women’s Tennis Championships zapewniła sobie 2. miejsce w US Open Series, gromadząc w trzech turniejach z tego cyklu 140 punktów.
W pierwszej rundzie US Open 2009 Pennetta pokonała 6:0, 6:4 Edinę Gallovits. W drugiej rundzie tego turnieju odniosła zwycięstwo nad Sanią Mirzą, nie oddając rywalce ani jednego gema (6:0, 6:0). W następnym meczu Pennetta wygrała z Aleksandrą Wozniak, oddając rywalce w meczu dwa gemy (6:1, 6:1). W meczu czwartej rundy spotkała się z Wierą Zwonariową, w trzysetowym meczu Pennetta przegrała pierwszego seta 3:6, w drugim zwyciężyła w tie-breaku 7:6(6) (broniąc w całym secie 6 piłek meczowych), zaś w trzecim nie oddała przeciwniczce gema (6:0), awansując tym samym do ćwierćfinału. W ćwierćfinale Pennetta przegrała z obrończynią tytułu sprzed roku – Sereną Williams 4:6, 3:6.

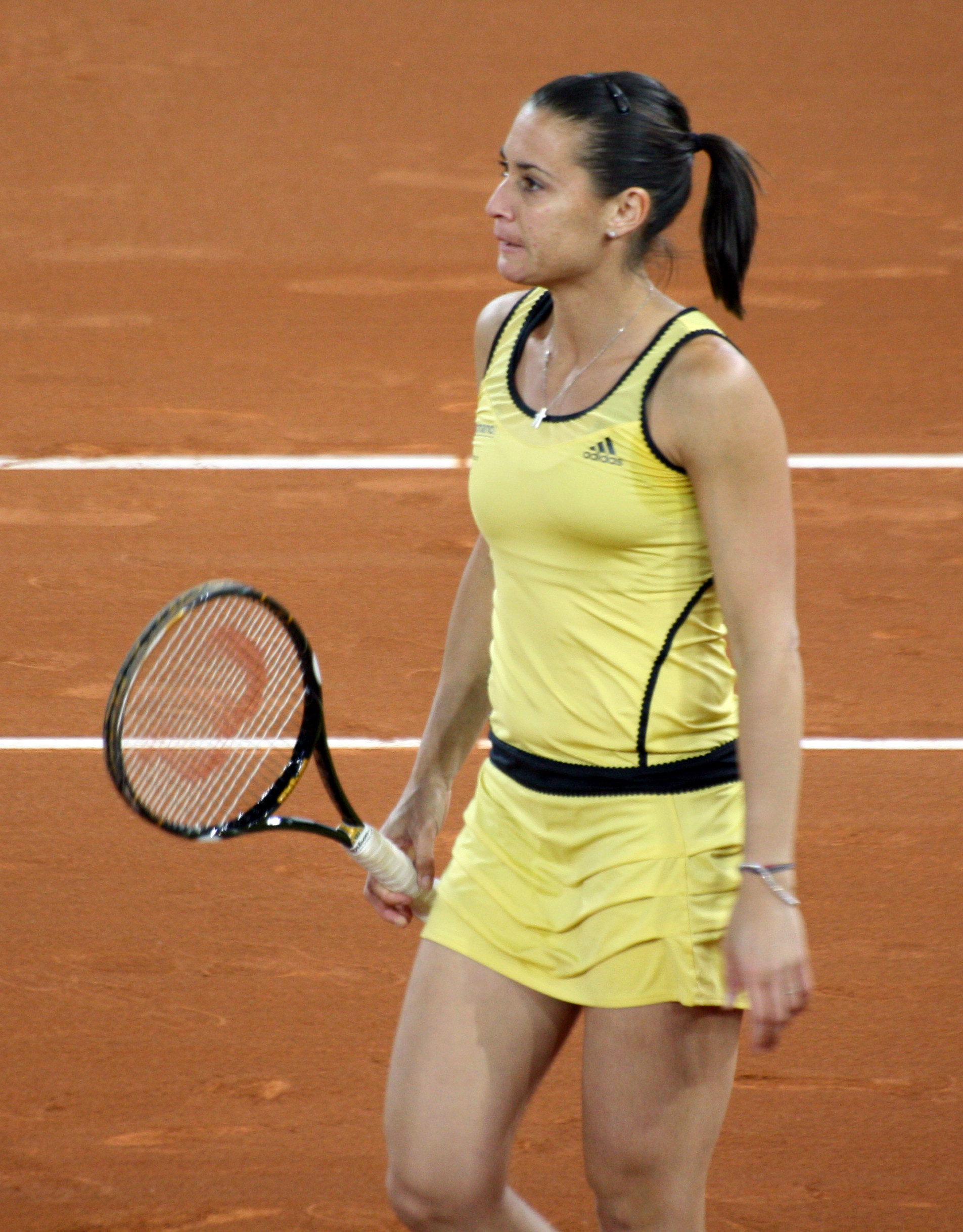
Flavia Pennetta w 2010 roku

W listopadzie 2009 roku zdobyła wraz z drużyną Puchar Federacji. Włochy w finale pokonały reprezentacje USA 4:0.

### 2010
Podczas Australian Open 2010 Pennetta dotarła do półfinału w grze mieszanej.
Na początku 2010 doszła do finału turnieju ASB Classic 2010, przegrywając w nim z Yaniną Wickmayer 3:6, 2:6. 4 kwietnia 2010 wygrała wraz z Giselą Dulko deblowy turniej Sony Ericsson Open, w finale pokonując Nadię Pietrową i Samanthę Stosur 6:3, 4:6, 10:7.
11 kwietnia 2010 roku wygrała turniej Andalucia Tennis Experience klasy International w finale pokonując Carlę Suárez Navarro 6:2, 4:6, 3:6.
W maju wygrała turniej deblowy Porsche Tennis Grand Prix klasy Premier Series w Stuttgarcie w parze z Giselą Dulko. Pokonując w finale 3:6, 7:6(3), 10:5 K. Peschke i K. Srebotnik. Tydzień później wygrała kolejny turniej deblowy klasy Premier Series, zwyciężając w finale Internazionali BNL d’Italia w parze z Dulko z Nurią Llagostera Vives i Maríą José Martínez Sánchez 6:4, 6:2.
W lipcu obroniła wraz z Dulko tytuł deblowy w turnieju Collector Swedish Open, pokonując w finale R. Voráčovą i B. Záhlavová Strýcovą 7-6(0), 6:0.
Tydzień później przegrała w finale Internazionali Femminili di Tennis di Palermo z Kaią Kanepi 3:6, 4:6 – tym samym nie broniąc tytułu zdobytego w roku 2009.
W sierpniu sięgnęła wraz z Dulko po jedenasty tytuł w grze deblowej, pokonując w finale Rogers Cup, Květe Peschke i Katarine Srebotnik 7:5, 3:6, 12:10.
23 października zwyciężyła w kolejnym turnieju deblowym w parze z Giselą Dulko, pokonując w finale Kremlin Cup Sarę Errani oraz Maríę José Martinez Sánchez 6:3, 2:6, 10–6.
31 października Pennetta oraz Dulko wygrały turniej WTA Tour Championships, w meczu finałowym pokonując Květe Peschke i Katarine Srebotnik 7:5, 6:4.
7 listopada zwyciężyła wraz z reprezentacją Włoch w turnieju drużynowym Fed Cup.

### 2011
4 września po raz trzeci w karierze awansowała do ćwierćfinału turnieju wielkoszlemowego US Open, eliminując w czwartej rundzie Peng Shuai 6-4, 7-66. Pennetta borykała się w końcówce meczu z problemami zdrowotnymi, w decydującym secie przegrywając w tie-breaku 0:5, zdołała odrobić straty i zwyciężyć 8:6. W turnieju tym przegrała w ćwierćfinale z Niemką Angelique Kerber 4-6, 6-3,3-6.

### 2012
Po turnieju w Montrealu w sierpniu wycofała się z dalszych rozgrywek do końca sezonu z powodu kontuzji nadgarstka. W sezonie osiągnęła pierwszą rundę Australian Open oraz Wimbledonu, a także trzecią rundę French Open. Rok zakończyła na 45. miejscu w rankingu singlowym i 30. pozycji w rankingu deblowym.

### 2013
Pierwszym turniejem WTA Tour, w którym wzięła udział, były zawody w Bogocie, gdzie osiągnęła drugą rundę gry pojedynczej. Włoszka w Acapulco odpadła po swoim pierwszym meczu. Podczas turnieju w Indian Wells przegrała w pierwszej rundzie gry pojedynczej i podwójnej. W Miami natomiast osiągnęła drugą rundę w singlu i półfinał w deblu. Na kortach Wimbledonu osiągnęła czwartą rundę, a w US Open dotarła do półfinału w którym przegrała z Wiktoryją Azaranką 4:6, 2:6. Sezon zakończyła na 31 w singlu i 32. miejscu w deblu.

### 2014
W sezonie 2014 Włoszka wygrała turniej w Indian Wells po finałowym triumfie nad Agnieszką Radwańską 6:2, 6:1. Poza tym zawodniczka zagrała w finale w Sofii w którym uległa Andrei Petković 1:6, 6:4, 3:6. W turniejach wielkoszlemowych najlepiej zaprezentowała się w Australian Open 2014 i US Open 2014, gdzie dochodziła do ćwierćfinałów. W grze deblowej w US Open 2014 w której partnerowała jej Martina Hingis zagrała w finale. Sezon zakończyła na 13. miejscu w singlu i 14. miejscu w deblu.

### 2015
W 2015 roku Pennetta zagrała w czwartej rundzie French Open oraz wygrała swój pierwszy turniej wielkoszlemowy, okazując się najlepszą podczas US Open. W ćwierćfinale Włoszka wygrała z Petrą Kvitovą 4:6, 6:4, 6:2, w półfinale z Simoną Halep 6:1, 6:3 i w finale ze swoją rodaczką Robertą Vinci 7:6(4), 6:2. We wrześniu zawodniczka osiągnęła najwyższą w karierze szóstą lokatę w rankingu singlowym WTA Tour. Zakwalifikowała się również do kończącego sezon Turnieju Mistrzyń w Singapurze. Podczas tych zawodów Włoszka przegrała z Simoną Halep 0:6, 3:6, wygrała z Agnieszką Radwańską 7:6(5), 6:4 i przegrała z Mariją Szarapową 5:7, 1:6. W konsekwencji zawodniczka zajęła czwarte miejsce w grupie i nie awansowała do półfinału. Po zawodach w Singapurze zakończyła profesjonalną karierę. Sezon zakończyła na 8. miejscu w singlu i 21. w deblu.

## Życie prywatne
Córka Oronzo i Concetty Pennetty, ma starszą siostrę Giorgię. Pennetta zaczęła grać w tenisa w wieku pięciu lat. Jej tenisową idolką jest Monica Seles. Poza tenisem interesuje się jazdą konną i lubi słuchać muzyki. Mieszka w Verbier.
W 2007 roku, po trzech latach, zakończyła związek z tenisistą Carlosem Moyą. Od 2014 jest związana z innym tenisistą, Fabio Fogninim. W czerwcu 2016 roku para wzięła ślub kościelny. 15 grudnia 2016 za pośrednictwem Twittera Pennetta ogłosiła, że spodziewa się narodzin pierwszego dziecka pary, syna, co potwierdziła w wywiadzie dla włoskiego Vanity Fair w dniu 24 kwietnia 2017. 19 maja 2017 roku na świat przyszedł syn pary – Federico.

## Inna działalność
We wrześniu 2009 roku Pennetta wystąpiła jako modelka w pokazie bikini w ramach Milan Fashion Week (mediolańskiego tygodnia mody).
22 listopada 2011 roku ukazała się autobiografia Flavii Pennetty pt. Dritto al cuore (Prosto do serca).
W 2012 roku zaangażowała się w promocję samochodu Mercedes-Benz W176 (Mercedes klasy A), przystępując do włoskiego teamu Mercedesa.

## Pozycja w rankingach WTA
Poniższa tabela pokazuje pozycje w rankingu WTA na koniec danego roku.
| Rok  | Miejsce w singlu | Miejsce w deblu |
| ---- | ---------------- | --------------- |
| 1999 | 251              | –               |
| 2000 | 297              | –               |
| 2001 | 292              | 321             |
| 2002 | 95               | 136             |
| 2003 | 69               | 111             |
| 2004 | 38               | 100             |
| 2005 | 23               | 22              |
| 2006 | 28               | 32              |
| 2007 | 40               | 37              |
| 2008 | 13               | 22              |
| 2009 | 12               | 29              |
| 2010 | 24               | 2               |
| 2011 | 20               | 8               |
| 2012 | 45               | 30              |
| 2013 | 31               | 32              |
| 2014 | 13               | 14              |
| 2015 | 8                | 21              |

## Finały turniejów WTA
| Legenda                     | Legenda |
| --------------------------- | ------- |
| Wielki Szlem                |         |
| Igrzyska olimpijskie        |         |
| WTA Tour Championships      |         |
| WTA Tournament of Champions |         |
| 1988 – 2008                 |         |
| Kategoria I                 |         |
| Kategoria II                |         |
| Kategoria III               |         |
| Kategoria IV                |         |
| Kategoria V                 |         |
| 2009 – 2020                 |         |
| WTA Premier Mandatory       |         |
| WTA Premier 5               |         |
| WTA Premier                 |         |
| WTA International Series    |         |
| WTA 125K series (2012–2020) |         |

### Gra pojedyncza 25 (11–14)
| Końcowy wynik | Nr  | Data                 | Turniej      | Nawierzchnia  | Przeciwniczka           | Wynik finału        |
| ------------- | --- | -------------------- | ------------ | ------------- | ----------------------- | ------------------- |
| Finalistka    | 1.  | 4 marca 2004         | Acapulco     | Ceglana       | Iveta Benešová          | 6:7(5), 4:6         |
| Finalistka    | 2.  | 22 lipca 2004        | Palermo      | Ceglana       | Anabel Medina Garrigues | 4:6, 4:6            |
| Zwyciężczyni  | 1.  | 21 sierpnia 2004     | Sopot        | Ceglana       | Klára Koukalová         | 7:5, 3:6, 6:3       |
| Zwyciężczyni  | 2.  | 26 lutego 2005       | Bogota       | Ceglana       | Lourdes Domínguez Lino  | 7:6(4), 6:4         |
| Zwyciężczyni  | 3.  | 4 marca 2005         | Acapulco     | Ceglana       | Ľudmila Cervanová       | 3:6, 7:5, 6:3       |
| Finalistka    | 3.  | 7 stycznia 2006      | Gold Coast   | Twarda        | Lucie Šafářová          | 3:6, 6:3, 5:7       |
| Finalistka    | 4.  | 23 lutego 2006       | Bogota       | Ceglana       | Lourdes Domínguez Lino  | 6:7(3), 4:6         |
| Finalistka    | 5.  | 2 marca 2006         | Acapulco     | Ceglana       | Anna-Lena Grönefeld     | 1:6, 6:4, 2:6       |
| Finalistka    | 6.  | 3 marca 2007         | Acapulco     | Ceglana       | Émilie Loit             | 6:7(0), 4:6         |
| Zwyciężczyni  | 4.  | 20 października 2007 | Bangkok      | Twarda        | Chan Yung-jan           | 6:1, 6:3            |
| Zwyciężczyni  | 5.  | 23 lutego 2008       | Viña del Mar | Ceglana       | Klára Zakopalová        | 6:4, 5:4 krecz      |
| Zwyciężczyni  | 6.  | 2 marca 2008         | Acapulco     | Ceglana       | Alizé Cornet            | 6:0, 4:6, 6:1       |
| Finalistka    | 7.  | 24 lipca 2008        | Carson       | Twarda        | Dinara Safina           | 4:6, 2:6            |
| Finalistka    | 8.  | 16 października 2008 | Zurych       | Twarda (hala) | Venus Williams          | 6:7(1), 2:6         |
| Finalistka    | 9.  | 1 marca 2009         | Acapulco     | Ceglana       | Venus Williams          | 1:6, 2:6            |
| Zwyciężczyni  | 7.  | 19 lipca 2009        | Palermo      | Ceglana       | Sara Errani             | 6:1, 6:2            |
| Zwyciężczyni  | 8.  | 9 sierpnia 2009      | Los Angeles  | Twarda        | Samantha Stosur         | 6:4, 6:3            |
| Finalistka    | 10. | 10 stycznia 2010     | Auckland     | Twarda        | Yanina Wickmayer        | 3:6, 2:6            |
| Zwyciężczyni  | 9.  | 11 kwietnia 2010     | Marbella     | Ceglana       | Carla Suárez Navarro    | 6:2, 4:6, 6:3       |
| Finalistka    | 11. | 19 lipca 2010        | Palermo      | Ceglana       | Kaia Kanepi             | 4:6, 3:6            |
| Finalistka    | 12. | 7 stycznia 2012      | Auckland     | Twarda        | Zheng Jie               | 6:2, 3:6, 0:2 krecz |
| Finalistka    | 13. | 4 marca 2012         | Acapulco     | Ceglana       | Sara Errani             | 7:5, 6:7(2), 0:6    |
| Zwyciężczyni  | 10. | 16 marca 2014        | Indian Wells | Twarda        | Agnieszka Radwańska     | 6:2, 6:1            |
| Finalistka    | 14. | 2 listopada 2014     | Sofia        | Twarda (hala) | Andrea Petković         | 6:1, 4:6, 3:6       |
| Zwyciężczyni  | 11. | 12 września 2015     | US Open      | Twarda        | Roberta Vinci           | 7:6(4), 6:2         |

### Gra podwójna 34 (17–17)
| Końcowy wynik | Nr  | Data                 | Turniej          | Nawierzchnia   | Partnerka              | Przeciwniczki                                      | Wynik finału       |
| ------------- | --- | -------------------- | ---------------- | -------------- | ---------------------- | -------------------------------------------------- | ------------------ |
| Zwyciężczyni  | 1.  | 8 sierpnia 2005      | Carson           | Twarda         | Jelena Diemientjewa    | Angela Haynes Bethanie Mattek                      | 6:2, 6:4           |
| Finalistka    | 1.  | 10 września 2005     | US Open          | Twarda         | Jelena Diemientjewa    | Lisa Raymond Samantha Stosur                       | 2:6, 7:5, 3:6      |
| Zwyciężczyni  | 2.  | 20 lutego 2006       | Bogota           | Ceglana        | Gisela Dulko           | Ágnes Szávay Jasmin Wöhr                           | 7:6(1), 6:1        |
| Finalistka    | 2.  | 14 maja 2006         | Berlin           | Ceglana        | Jelena Diemientjewa    | Yan Zi Zheng Jie                                   | 2:6, 3:6           |
| Finalistka    | 3.  | 22 lutego 2007       | Bogota           | Ceglana        | Roberta Vinci          | Lourdes Domínguez Lino Paola Suárez                | 6:1, 3:6, 9–11     |
| Finalistka    | 4.  | 14 czerwca 2007      | Barcelona        | Ceglana        | Lourdes Domínguez Lino | Nuria Llagostera Vives Arantxa Parra Santonja      | 6:7(3), 6:2, 10–12 |
| Zwyciężczyni  | 3.  | 19 kwietnia 2008     | Estoril          | Ceglana        | Marija Kirilenko       | Mervana Jugić-Salkić İpek Şenoğlu                  | 6:4, 6:4           |
| Finalistka    | 5.  | 31 lipca 2008        | Montreal         | Twarda         | Marija Kirilenko       | Cara Black Liezel Huber                            | 1:6, 1:6           |
| Zwyciężczyni  | 4.  | 16 stycznia 2009     | Hobart           | Twarda         | Gisela Dulko           | Alona Bondarenko Kateryna Bondarenko               | 6:2, 7:6(4)        |
| Finalistka    | 6.  | 22 lutego 2009       | Bogota           | Ceglana        | Gisela Dulko           | Nuria Llagostera Vives María José Martínez Sánchez | 5:7, 6:3, 7–10     |
| Finalistka    | 7.  | 3 maja 2009          | Stuttgart        | Ceglana        | Gisela Dulko           | Bethanie Mattek-Sands Nadieżda Pietrowa            | 7:5, 3:6, 7–10     |
| Zwyciężczyni  | 5.  | 20 czerwca 2009      | ’s-Hertogenbosch | Trawiasta      | Sara Errani            | Michaëlla Krajicek Yanina Wickmayer                | 6:4, 5:7, 13–11    |
| Zwyciężczyni  | 6.  | 11 lipca 2009        | Båstad           | Ceglana        | Gisela Dulko           | Nuria Llagostera Vives María José Martínez Sánchez | 6:2, 0:6, 10–5     |
| Zwyciężczyni  | 7.  | 4 kwietnia 2010      | Miami            | Twarda         | Gisela Dulko           | Nadieżda Pietrowa Samantha Stosur                  | 6:3, 4:6, 10–7     |
| Zwyciężczyni  | 8.  | 2 maja 2010          | Stuttgart        | Ceglana (hala) | Gisela Dulko           | Květa Peschke Katarina Srebotnik                   | 3:6, 7:6(3), 10–5  |
| Zwyciężczyni  | 9.  | 8 maja 2010          | Rzym             | Ceglana        | Gisela Dulko           | Nuria Llagostera Vives María José Martínez Sánchez | 6:4, 6:2           |
| Finalistka    | 8.  | 17 maja 2010         | Madryt           | Ceglana        | Gisela Dulko           | Serena Williams Venus Williams                     | 2:6, 5:7           |
| Zwyciężczyni  | 10. | 11 lipca 2010        | Båstad           | Ceglana        | Gisela Dulko           | Renata Voráčová Barbora Záhlavová-Strýcová         | 7:6(0), 6:0        |
| Zwyciężczyni  | 11. | 22 sierpnia 2010     | Montreal         | Twarda         | Gisela Dulko           | Květa Peschke Katarina Srebotnik                   | 7:5, 3:6, 12–10    |
| Finalistka    | 9.  | 9 października 2010  | Pekin            | Twarda         | Gisela Dulko           | Chuang Chia-jung Wolha Hawarcowa                   | 6:7(2), 6:1, 7–10  |
| Zwyciężczyni  | 12. | 24 października 2010 | Moskwa           | Twarda (hala)  | Gisela Dulko           | Sara Errani María José Martínez Sánchez            | 6:3, 2:6, 10–6     |
| Zwyciężczyni  | 13. | 31 października 2010 | Doha             | Twarda         | Gisela Dulko           | Květa Peschke Katarina Srebotnik                   | 7:5, 6:4           |
| Zwyciężczyni  | 14. | 28 stycznia 2011     | Australian Open  | Twarda         | Gisela Dulko           | Wiktoryja Azaranka Marija Kirilenko                | 2:6, 7:5, 6:1      |
| Finalistka    | 10. | 18 czerwca 2011      | ’s-Hertogenbosch | Trawiasta      | Dominika Cibulková     | Barbora Záhlavová-Strýcová Klára Zakopalová        | 6:1, 4:6, 7–10     |
| Finalistka    | 11. | 1 października 2011  | Tokio            | Twarda         | Gisela Dulko           | Liezel Huber Lisa Raymond                          | 6:7(4), 6:0, 6–10  |
| Finalistka    | 12. | 9 października 2011  | Pekin            | Twarda         | Gisela Dulko           | Květa Peschke Katarina Srebotnik                   | 3:6, 4:6           |
| Finalistka    | 13. | 7 stycznia 2012      | Auckland         | Twarda         | Julia Görges           | Andrea Hlaváčková Lucie Hradecká                   | 7:6(2), 2:6, 7–10  |
| Finalistka    | 14. | 15 kwietnia 2012     | Barcelona        | Ceglana        | Francesca Schiavone    | Sara Errani Roberta Vinci                          | 0:6, 2:6           |
| Finalistka    | 15. | 22 lipca 2013        | Båstad           | Ceglana        | Alexandra Dulgheru     | Anabel Medina Garrigues Klára Zakopalová           | 1:6, 4:6           |
| Zwyciężczyni  | 15. | 13 października 2013 | Osaka            | Twarda         | Kristina Mladenovic    | Samantha Stosur Zhang Shuai                        | 6:4, 6:3           |
| Finalistka    | 16. | 21 czerwca 2014      | Eastbourne       | Trawiasta      | Martina Hingis         | Chan Hao-ching Chan Yung-jan                       | 3:6, 7:5, 7–10     |
| Finalistka    | 17. | 6 września 2014      | US Open          | Twarda         | Martina Hingis         | Jekatierina Makarowa Jelena Wiesnina               | 6:2, 3:6, 2:6      |
| Zwyciężczyni  | 16. | 27 września 2014     | Wuhan            | Twarda         | Martina Hingis         | Cara Black Caroline Garcia                         | 6:4, 5:7, 12–10    |
| Zwyciężczyni  | 17. | 18 października 2014 | Moskwa           | Twarda (hala)  | Martina Hingis         | Caroline Garcia Arantxa Parra Santonja             | 6:3, 7:5           |

## Występy w turniejach wielkoszlemowych
Legenda: Na żółto podkreślono najlepsze osiągnięcie w karierze w każdym z turniejów.
| Turniej         | Bilans | 2015 | 2014 | 2013 | 2012 | 2011 | 2010 | 2009 | 2008 | 2007 | 2006 | 2005 | 2004 | 2003 |
| Australian Open | 13−12  | 1R   | QF   | –    | 1R   | 4R   | 2R   | 3R   | 2R   | 1R   | 3R   | 1R   | 1R   | 1R   |
| French Open     | 18−13  | 4R   | 2R   | 1R   | 3R   | 1R   | 4R   | 1R   | 4R   | 1R   | 3R   | 3R   | 1R   | 3R   |
| Wimbledon       | 18−14  | 1R   | 2R   | 4R   | 1R   | 3R   | 3R   | 3R   | 2R   | 1R   | 4R   | 4R   | 1R   | 2R   |
| US Open         | 31−10  | W    | QF   | SF   | –    | QF   | 3R   | QF   | QF   | 2R   | –    | 1R   | 1R   | 1R   |

## Finały juniorskich turniejów wielkoszlemowych

### Gra podwójna (1)
| Końcowy wynik | Rok  | Turniej     | Nawierzchnia | Partnerka     | Przeciwniczki           | Wynik finału  |
| Zwyciężczyni  | 1999 | French Open | Ceglana      | Roberta Vinci | Mia Buric Kim Clijsters | 7:5, 5:7, 6:4 |